# Galeoti
I Galeoti (in greco antico: Γαλεῶται?, Galeōtae) furono una stirpe di indovini che prosperò in Sicilia durante l'epoca greca. Ad essi è legata la controvèrsia sulla presenza di una Ibla Galeate (o Ibla Gereatis) nella parte orientale dell'isola.

## Storia

### Origini
Secondo Stefano di Bisanzio essi discendono da Galeote, fratello di Telmesso; entrambi figli del dio Apollo e di Temisto; che a sua volta era figlia del re degli Iperborei: Zabio.

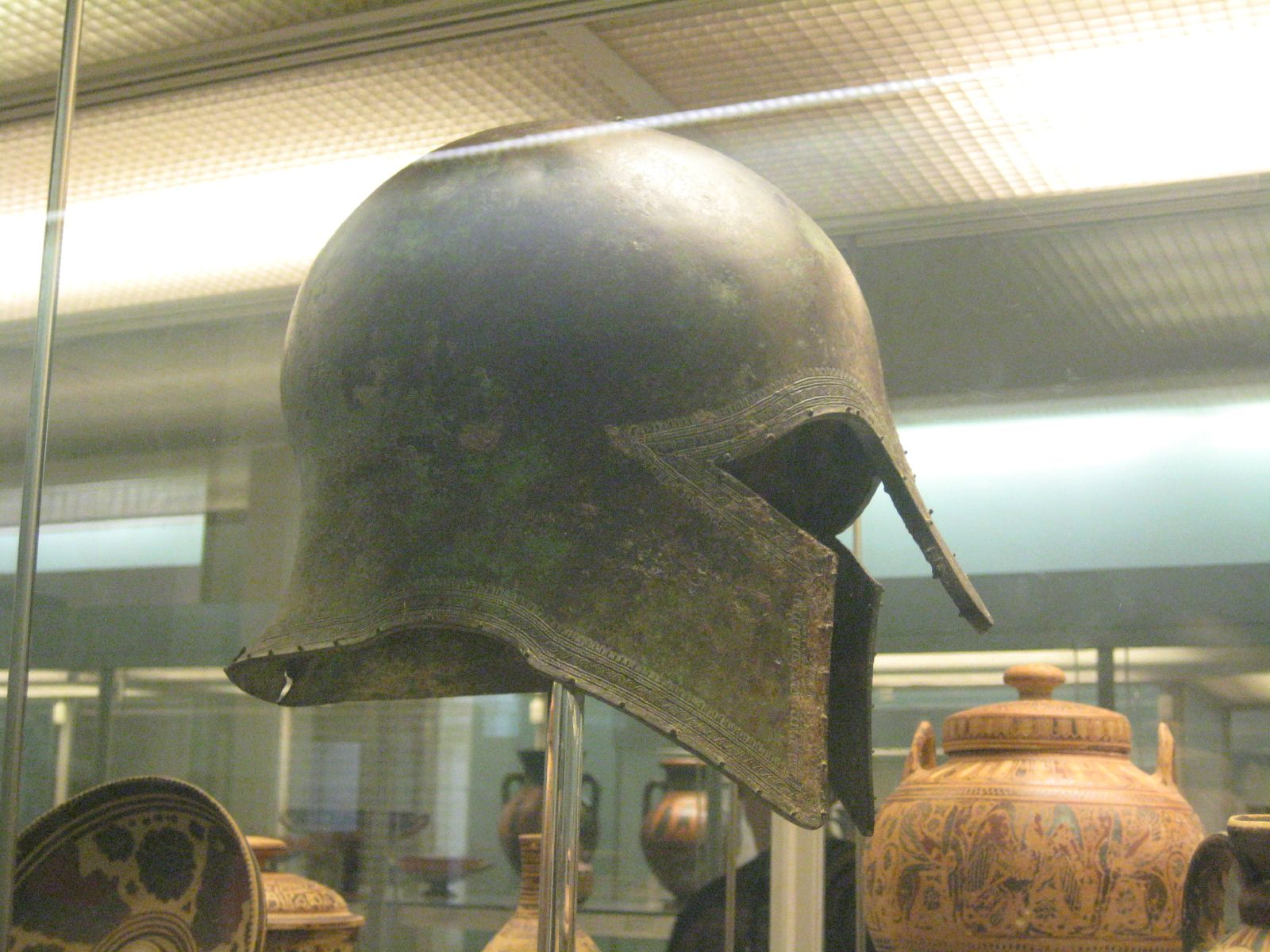
Elmo corinzio a Dodona; la città dell'Epiro dove giunse Galeate con suo fratello Telmesso

Ai fratelli, giunti dall'Iperborea, l'oracolo di Dodona aveva detto di recarsi l'uno verso est e l'altro verso ovest, finché durante un sacrificio un'aquila non sarebbe giunta a rubare loro le vittime sacrificate agli Dei; nel punto esatto in cui il maestoso animale avesse fatto ciò, essi dovevano edificare un tempio. E così Telmesso finì il suo viaggio in Caria, dove fondò l'oracolo di Telmesso; città capitale della Licia, mentre Galeote giunse in Sicilia dove fondò la stirpe degli indovini dei Galeoti.
Le origini del loro nome sono incerte: secondo alcuni traevano l'appellativo dai pescispada che nello stretto di Messina venivano chiamati galeotes (γαλεώτης); mentre secondo altri si trattava di un nome orientale, ma più verosimilmente l'etnonimo derivava da una lucertola (γαλεώτης) che usavano per ricevere i loro responsi.

### Operato in Sicilia
(Storia Delle Due Sicilie, p. 194, tratto dal passo di Filisto citato in Pausania nel libro V, capitolo 23, 6-7.)
Cicerone, Claudio Eliano e Pausania il Periegeta, rifacendosi a Filisto, informano sulla chiara fama di questi indovini; ancor prima della nascita del futuro tiranno di Siracusa, Dionisio il Grande, venne predetto alla madre che avrebbe partorito il figlio più fortunato di tutta la Grecia. E in seguito vennero consultati dallo stesso Dionisio, al quale predissero un regno di «diuturna fortuna» (De Div. I, 20, 39)

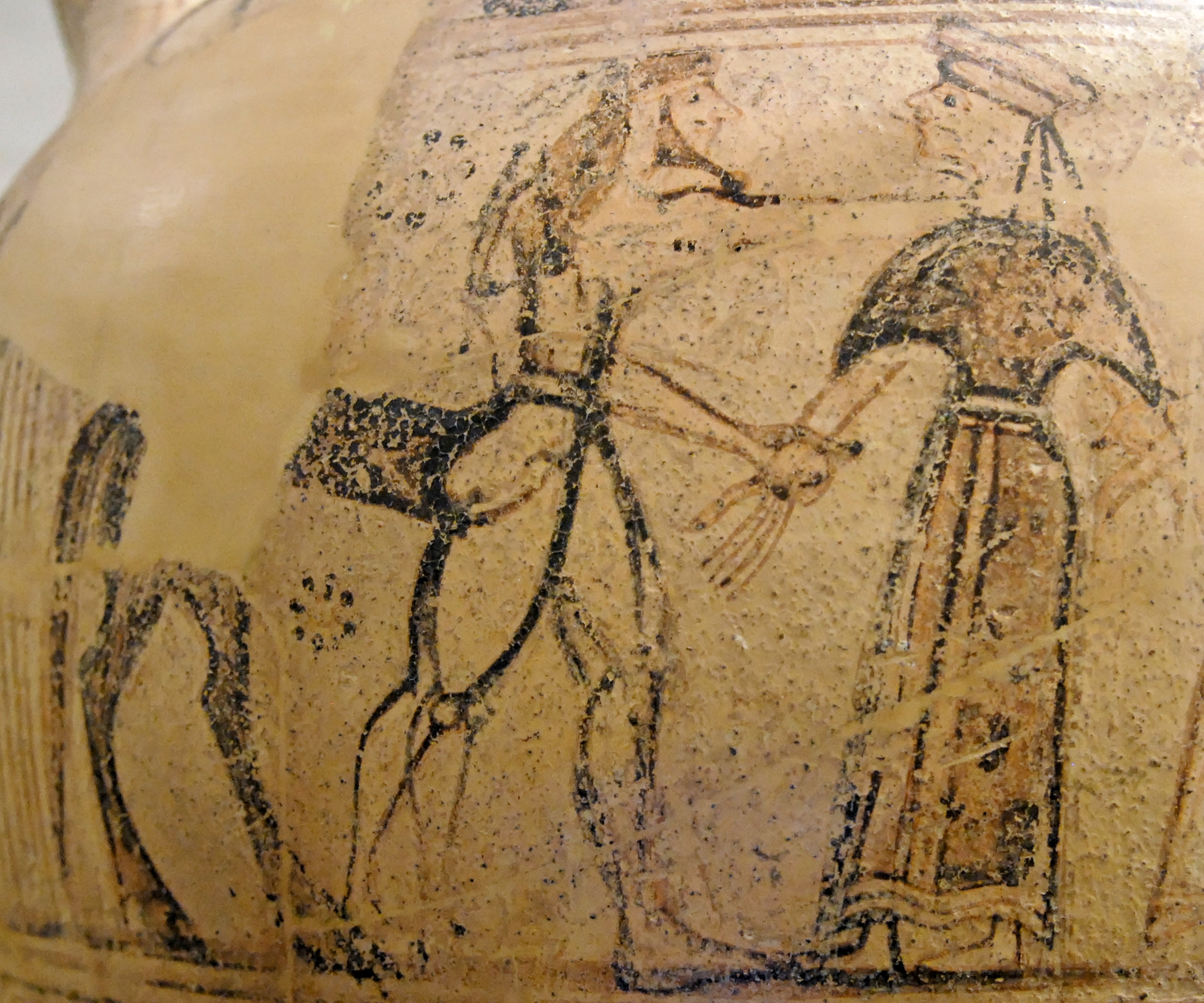
Vaso del VII secolo a.C. fabbricato a Megara Iblea; possibile patria dei Galeoti (museo del Louvre)

Tucidide invece menziona un'Ibla Geleatide in lotta con gli Ateniesi, i quali tentarono invano di occuparla. Tale affermazione ha dato adito a molte ipotesi, tra le quali vi è anche quella che Tucidide, menzionando il territorio di Geleatide, così come Pausania menziona una Ibla Gereatis e la dice abitata dagli interpreti dei sogni, si stesse riferendo al luogo in cui operavano tali indovini. E poiché Stefano di Bisanzio dice che i Megaresi di Sicilia erano detti oltre che Iblei anche Galeoti (dalla stirpe degli indovini), Tucidide si starebbe riferendo esattamente a loro; ai Galeoti, abitatori di Megara Iblea, le cui rovine odiernamente si trovano nei pressi di Augusta (nel siracusano).
Anche Plutarco parla di quest'Ibla assediata dagli Ateniesi, senza però specificare alcun appellativo, e dice che era una città molto piccola e proprio per questa sua caratteristica, la mancata presa fu motivo di vergogna per l'esercito attico.
Pausania dice che l'Ibla Gereatis, che egli colloca sulla piana catanese, aveva un luogo sacro frequentato dai Siculi e dedicato alla dea Ibla, e aggiungeva che «i Siculi di queste parti sanno interpretare i sogni e prodigi...».

### Odierne ipotesi
Secondo lo storico Emanuele Ciaceri i Galeoti erano i sacerdoti del tempio della dea barbarica dea Iblea Galeatina e provenivano dall'Asia Minore, dalla quale avrebbero importato i coloni presso Megara Iblea e con essi questa cerchia di divinatori. Non concorda con il Ciaceri lo storico Luigi Pareti, il quale afferma che i Galeoti erano greci e non andavano accostati con il culto della dea Ibla, concludendo che i Galeoti sarebbero stati diffusi in tutta la Sicilia.

### I Galeoti e le fonti dionisiane
Secondo alcuni studiosi non sarebbe casuale il nesso tra gli Iperborei e gli indovini Galeoti; infatti accanto al loro nome si ritrova quello di Filisto e di Dionisio I di Siracusa; legati, su più fronti, a una propaganda che mirava a intrecciare solidi rapporti di fratellanza e discendenza tra i Sicelioti e i popoli alleati con essi: è il caso ad esempio delle origini di Siculo; ma anche delle origini dell'eroe adriatico Diomede; così come si hanno dei forti sospetti sul regno degli Iperborei e sul fatto che questi, provenendo dalla Gallia, potessero in qualche modo essere collegati alla stipulazione dell'alleanza tra Siracusa e i Galli avvenuta, secondo Marco Giuniano Giustino nell'anno varroniano del 390 a.C., ovvero tra il 388-387 a.C.; più o meno lo stesso periodo in cui operarono gli indovini per il regno di Dionisio.
La stessa matrice avrebbe dato luogo alla leggenda di Galatea e Polifemo, i quali discendevano i figli Celto, Illiro e Gala (costui identificabile con Galata) che, partiti dalla Sicilia, andarono a governare i rispettivi popoli che da essi presero il nome: corrispondenti all'espansione dionisiana in Italia (pianura Padana orientale, dove risiedevano anche i Celti) e in Adriatico (Dalmazia, Illiria, Croazia).